# Zweihänder

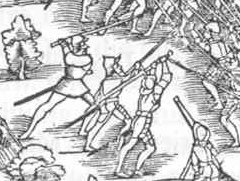
Einsatz von Zweihändern gegen eine Pikenformation in der Schlacht von Kappel (1531, Darstellung von 1548)

Als Zweihänder werden europäische Schwerter bezeichnet, die vorwiegend beidhändig geführt werden. Dabei reicht die Variationsbreite vom Anderthalbhänder und spätmittelalterlichen langen Schwert, die nicht wesentlich größer waren als klassische einhändig geführte Ritterschwerter, bis hin zu den gewaltigen Renaissance-Bidenhändern. Die ersten Zweihänder traten im Hochmittelalter auf, doch seine Blütezeit erlebte dieser Schwerttyp im Spätmittelalter.

## Terminologie
Die Terminologie innerhalb der zweihändigen Schwerter Europas ist recht uneinheitlich. So werden Schlachtschwerter, Langschwerter und Bastardschwerter (Anderthalbhänder) unterschieden, die sich jedoch teilweise überlappen. Schlachtschwerter bezeichnen dabei eher Kriegsschwerter, während das Langschwert auch zur zivilen Selbstverteidigung getragen wurde. Ersteres war eher ein Hiebschwert, während letzteres eher zum Stoß geeignet war. Anderthalbhänder sind Waffen, deren Griff normalerweise nur knapp Platz für zwei Hände hatte. Dabei können Langschwerter und Schlachtschwerter ebenfalls jeweils als Anderthalbhänder oder echte Zweihandschwerter auftreten. Letztendlich wurden alle diese Schwerter vorwiegend zweihändig gebraucht. Geführt wurden Zweihänder dabei zumeist von so genannten Doppelsöldnern, Spezialisten einer bestimmten Waffengattung die oft das mehrfache des regulären Solds auf Grund ihrer Fähigkeiten und/oder der Gefährlichkeit ihrer Aufgabe erhielten. Lange Schwerter waren in der Handhabung trotz der überlegenen Reichweite und Masse sehr gefährlich, so dass die Einsatzzeit der Soldaten mit langem Schwert oft nur in Minuten in einer Schlacht gemessen wurde. Eine Sonderform ist das Richtschwert, das durch eine extrem runde Spitze gekennzeichnet war. Auch das japanische Katana wird üblicherweise zweihändig geführt. Das japanische Ōdachi, ein mit durchschnittlich 90,91 cm besonders langes und schwer zu führendes Langschwert mit überlangem Griff, wurde ähnlich dem Zweihänder in offenen Feldschlachten an der vordersten Front geführt, um Feinde in der Masse und mit langen Stabwaffen ausgerüstet wie dem Yari zu unterdrücken. Es wurde ebenfalls gerne als Prunkschwert zu zeremoniellen Zwecken getragen.

## Entwicklung und Typen

### Hochmittelalter
Zweihandschwerter tauchten erstmals im hohen Mittelalter auf. Die beiden Zweihandtypen dieser Epoche werden nach der Oakeshott-Klassifikation als Typ XIIA und Typ XIIIA bezeichnet. Die beiden Typen waren hauptsächlich im 13. und 14. Jahrhundert verbreitet. Mit einer Klingenlänge von 90–95 cm waren Schwerter des Typs XIIA nicht wesentlich größer als zeitgenössische Einhandschwerter. Die Grifflänge bot mit 15–25 cm Platz für eine zweite unterstützende Hand. Recht ähnlich sind Schwerter des Typs XIIIA, die etwas breiter sind und sich weniger zur Spitze hin verjüngen. Die Klingenlänge beim Typ XIIIA unterlag mit 80 bis 125 cm einer großen Schwankungsbreite. Durch das hohe Mittelalter hindurch blieb jedoch das einhändige Schwert die dominierende Form.
„Das Schlachtschwert als Waffe des Fussknechtes hatte seinen Ursprung bei den Schweizern gefunden, welche sich desselben in ihren Kriegen des 14. Jahrhunderts bedienten. Sie verstanden es, sich mit demselben derart in Respekt zu setzen, dass man, um ebenbürtig zu erscheinen, dasselbe auch in anderen Ländern einführte. Die ältesten dieser riesigen Schwerter – Meyrick setzt ihr erstes Auftreten um das Ende der Regierung Heinrichs V., also um 1420, – gehören noch dem 15. Jahrhundert an. […] Durch die Schweizer fand das Schlachtschwert auch in Italien einigen Eingang und zwar […] in der Form zweihändiger Stecher.“

### Spätmittelalter
Im späten Mittelalter wurden die Kettenrüstungen, die bis zum Hochmittelalter die Rüstungen dominierten, stufenweise  durch Plattenrüstungen ersetzt. Ein voll ausgebildeter Plattenpanzer bietet besseren Schutz als ein Kettenhemd und ermöglicht die Verkleinerung beziehungsweise die Aufgabe des Schildes. Dadurch kann das Schwert effizient als Zweihandwaffe eingesetzt werden. Zudem wurden Halbschwert-Techniken entwickelt, um Plattenpanzer zu überwinden. Diese Techniken, bei denen eine Hand die Klinge des Schwertes ergreift, setzten einen zweihändigen Einsatz des Schwertes voraus. Im 15. Jahrhundert war das Bastardschwert schließlich die beliebteste Schwertform überhaupt. Spätmittelalterliche Langschwerter können in die Typen XVA, XVIA, XVIIA, XVIIIA, XIX, XX, XXA und XXII unterteilt werden. Diese Schwerter werden zum Teil bis ins frühe 16. Jahrhundert verwendet. Sie zeichnen sich in der Regel durch einen rautenförmigen Klingenquerschnitt aus, der sie von den Hohlkehlen-Klingen der hochmittelalterlichen Typen unterscheidet. Oft verjüngt sich die Klinge zur Spitze hin deutlich. Diese Entwicklung läuft in paralleler Weise bei den einhändigen Schwertern ab. Zweihandschwerter des Späten Mittelalters weisen Klingenlängen von etwa 80–115 cm aus, die Griffe sind bis zu 40 cm lang.
Neben diesen Zweihandschwertern kamen im Spätmittelalter auch gekrümmte Zweihandsäbel vor. Diese waren jedoch deutlich seltener als entsprechende Schwertformen.

### Renaissance
Die Bidenhänder der Renaissance unterschieden sich deutlich von den Mittelalterlichen Zweihändern. Diese Waffen erreichten Gesamtlängen von 160–180 cm, wobei der griffnahe Bereich eine Fehlschärfe aufweist, also nicht scharf ist. Diese Schwerter wurden nicht in einer Scheide getragen, sondern über die Schulter gelegt. Eine Sonderform ist die Flamberge. Ein weiterer Zweihand-Schwerttyp dieser Zeit ist das schottische Claymore.